# 重拾＿快樂
《重拾_快樂》是新加坡歌手林俊傑的第15張錄音室專輯，由就是俊杰音乐于2023年4月21日数字發行，同年9月推出實體版。专辑以“找回快乐”为核心概念，反映了他对生命过程中快乐与痛楚的感悟，并借此转化为前进的力量与听众分享。作为标志着林俊杰音乐生涯20周年的专辑，该专辑由林俊杰领军JFJ制作团队，携手华语乐坛顶尖音乐创作人打造，专辑视觉则邀请艺术家James Jean量身设计，诚意十足。
該專輯在中國大陸音樂平台發行数字版本，銷量超過90萬張，为2023年度销量最高的专辑。而随后在台湾发行的实体版本一经推出便以81.37%销售份额空降五大唱片销售周榜冠军，并荣登五大唱片2023年度销售冠军宝座。

## 背景与发行
2023年2月，林俊傑在“JJ20世界巡迴演唱會”北美巡回期間，透露正在美國錄製新作品，4月將推出出道20周年新專輯。4月10日，正值出道20周年纪念日，林俊杰通过社交媒体官宣将于4月21日推出新專輯《重拾_快樂》，同时释出由简明操刀的專輯封面视觉。專輯名稱《重拾_快樂》道出他近年來深刻感受的一切，生命不斷前進，過程中所歷經的快樂與痛楚，皆隨著時間而轉化為前進的力量，以「找回快樂」為主軸，看似簡單卻是經過多年的感悟。專輯名稱中的「重拾＿快樂」，中間的下底線留白，正代表著他仍在找尋的過程。
4月14日，专辑首播主打歌曲〈願與愁〉音源及MV上线。19日，第二波主打歌曲〈孤獨娛樂〉通过Hit FM首播。21日，专辑以数字形式发行，共收录了12首歌曲。其中，包括7首新歌和2首已经上线的主打歌曲。此外，专辑还收录了此前发行的「JJ20」世巡主题曲〈7千3百多天〉，为已故恩师林秋离而作的〈谢幕〉和与安德森·帕克合唱的〈In the Joy〉的中文独唱版〈你都在〉。
专辑的实体版分为「特典双CD」和「当代艺术限量双黑胶」2个版本，特典双CD版于6月28日預購，9月7日正式發行。当代艺术限量双黑胶版为限量发行，则是於2023年7月3日在林俊傑官網限量抽取购买资格，9月15日正式发行。实体版共收录20首曲目，第一张CD及黑胶唱片命名为「New Chapter」，是正式专辑的12首曲目，第二张CD及黑胶唱片命名为「Moments Chapter」，收录歌曲是2020年至2023期间发行的8首单曲。这次专辑是林俊杰与华纳音乐的唱片合约到期后发行的首张专辑，实体专辑发行合作方为台湾知名唱片销售商五大唱片。

## 歌曲与创作
〈愿与愁〉由林俊杰作曲、小寒作词，这首歌代表林俊杰近几年的内心状态，创作时他先有「Dust and Ashes」画面，歌词中 “烟雨稠” 贯穿其对宇宙、生命、命运、爱等元素的探索，体现了对世界现状的思考。整首歌从宏观的宇宙视角出发，深入探讨人类存在的意义以及人与人之间爱的连结，其灵感来自电影《星際效應》，强调爱能穿越时间与空间，使生活中的一切变得更加珍贵。专辑中英文歌曲〈Castle In the Air〉是同时构思的另一原貌。2个版本截然不同却又环环相扣，〈愿与愁〉是人与人，你和我之间爱的连结与温度。〈Castle In the Air〉则是我与我内心的相处，不一样的角度，相同的探索心态。〈孤独娱乐〉是贯穿着整个专辑的灵魂。歌曲的英文名称「Happily, Painfully After」灵感来源于童话故事中“and they lived happily ever after”，强调快乐与痛苦的对立。作词人易家扬通过「痛濒临快乐 痛心疼快乐」完整了这首歌曲主题的情感底蕴。〈逆光白〉是林俊杰在梦中梦到的旋律，整个副歌的部分是一个梦境。林俊杰邀请易家扬为这首歌填词，并向他讲述了这个故事，希望他从歌词当中把这个梦境跟阳光写到歌曲里面。〈梦不凌乱〉表达的是一种Embrace Yourself的精神，鼓励大家非常自信的、自在地做最真实的自己。〈自画像〉的创作理念来自林俊杰想要为陪伴他多年的歌迷写一封“信”。他将这首歌视为他二十周年专辑的一个课题，与长期合作伙伴林怡凤合作，希望通过她的视角表达与歌迷之间的特殊关系。〈谢幕〉是林俊杰向恩师林秋离致敬的抒情颂歌，林俊杰觉得这首歌能教导人们如何面对失去，因为每个人在人生的某个阶段都必然要面对失去。〈如果我还剩一件事情可以做〉是作词人小寒写给沈浸悲伤与幸福的都会男女，生命瞬间的疗愈启示。林俊杰解释道：虽写过多种类型情歌，但此次角度不同，希望打造一首带有时间线、有倒数感觉的爱情歌曲，探讨若一段感情有期限，人们当下应如何调整自己、如何言行。〈黑色泡沫〉是一首献给咖啡人的歌，林俊杰对咖啡的热爱广为人知，且举办过多场咖啡调调相关活动。这首歌给同样热爱咖啡的朋友们不仅用咖啡来比喻人生，还将人生与咖啡建立起连接，是一首充满灵魂的歌曲。〈你都在〉是此前与美国歌手安德森·帕克合唱的华美银行纪录片《The Bridge》主题曲〈In the Joy〉的中文独唱版，是一首分享爱，传递爱与温暖的歌曲。〈一时的选择〉是巡回演唱会中的亮眼的创作新人蔡宥绮为林俊杰献出首次词曲全创作，是林俊杰专辑中为数不多的他人作曲的歌曲。林俊杰认为歌迷观众的选择至关重要，歌手因被认可才有了起步发展的机会，而有了认可也会面临更多期待。〈7千3百多天〉是林俊杰出道20周年巡回演唱会「JJ20世界巡回演唱会」的主题曲，歌名直接寓意着过往的七千三百多天里的种种经历成就了如今的林俊杰，借此表达对大家陪伴的感谢之情。

## 封面

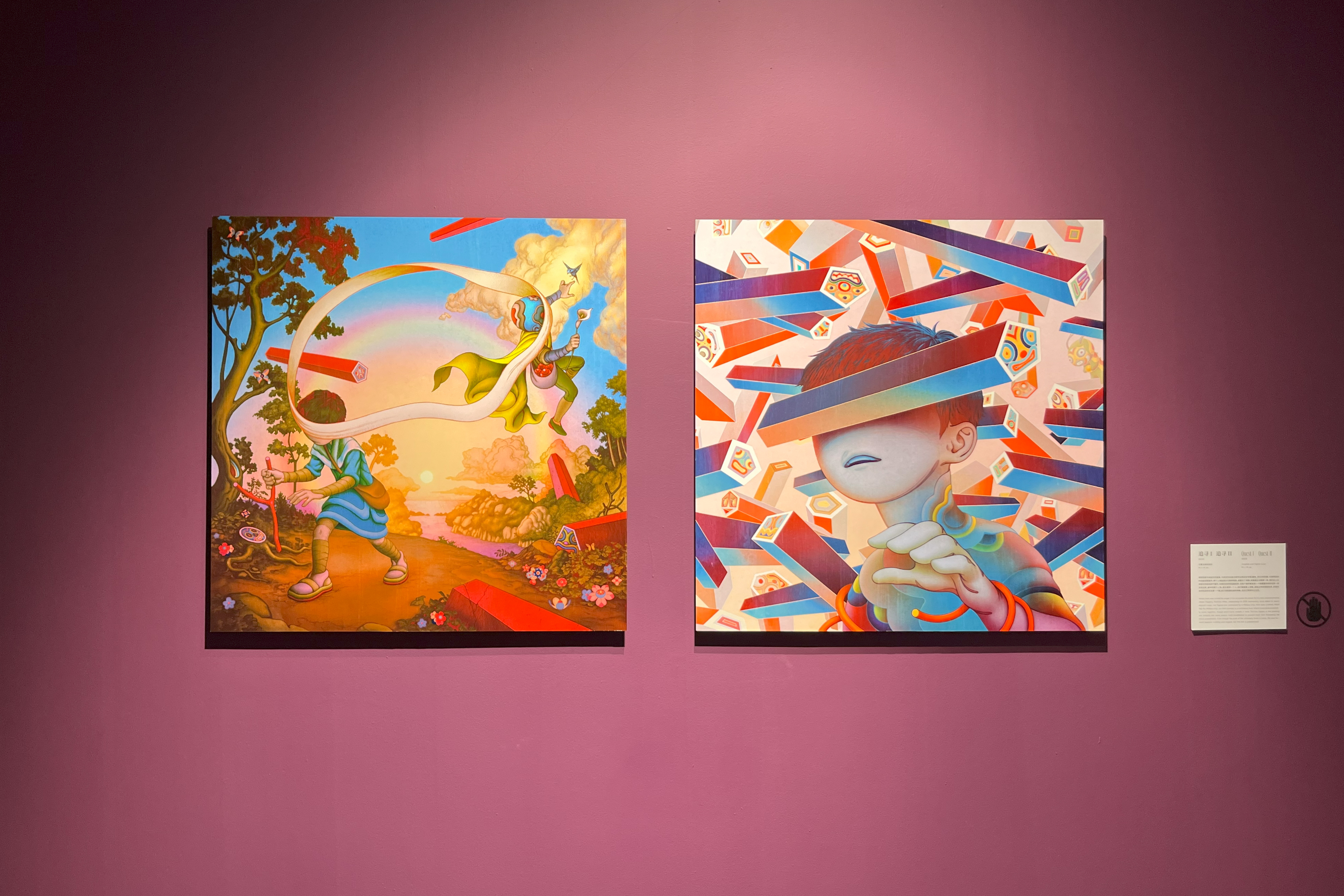
简明为专辑《重拾_快乐》创作的封面，原版画在「无尽之旋IV北京站」展出

專輯視覺由藝術家简明操刀，靈感源自卡斯帕·大卫·弗里德里希浪漫主義風景畫。簡明此前細心聆聽《重拾_快樂》的歌曲以及林俊杰20年來的心路歷程，並以其細膩的畫風及配色，為專輯封面執筆。
封面上的两个角色看似是各自獨立的個體，實際上卻是同一個人，由莫比乌斯带相连，左邊的英雄人物手持占卜棒尋找沿途的珍珠，右邊的英雄人物則是滿懷抱負飛向天空，行囊中還裝著滿滿寶物，两个角色都被同一張紗布矇住了眼，儘管前方道路曲折崎嶇，但出口冥冥中已注定，象徵著人生旅途中，「重拾」的路上雖看似艱辛，但生命總會找到出路。
。
自然意象构图以及超现实飞跃元素，融合雕塑存在于无形的表现，彩色且立体的视觉架构，完整传递了《重拾_快乐》音乐上的深度情感与未来性。

## 宣传
该专辑并未举办任何形式的发布会和试听活动，仅举办一场面向媒体的首唱演唱会。在发行与宣传期间，林俊杰正在举办「JJ20世界巡回演唱会」澳洲和欧洲场。2023年4月15日，林俊杰在悉尼演唱会现场首唱了专辑首波主打歌〈愿与愁〉。4月22日，林俊杰担任动力火车高雄演唱会嘉宾，现场合唱〈我不知道〉后，林俊杰独唱了〈愿与愁〉。4月25日，林俊杰在巴黎演唱会现场首唱了专辑第二波主打歌〈孤独娱乐〉。4月30日至5月2日，林俊杰在伦敦演唱会现场相继首唱了专辑的另外两首歌曲〈一時的選擇〉和〈如果我還剩一件事情可以做〉。8月19日起，JJ20世巡登陆中国大陆开演，将专辑中〈愿与愁〉、〈自画像〉、〈逆光白〉等歌曲加入到了巡演歌单中。
除了在巡演首唱新歌，林俊杰还参加了多场电视节目及颁奖典礼进行宣传。2023年6月3日，林俊杰壓軸「Hito流行音樂獎」頒獎典禮，演出歌單一股氣囊括〈翅膀〉、〈江南〉、〈曹操〉、〈交換餘生〉及〈孤獨娛樂〉等共16首歌，更特別的是，此次演出結合AI科技打造影像動畫，是台灣首例運用在大型舞台上。6月16日，林俊杰参与录制的《永远22！bilibili毕业歌会》播出，现场演唱了〈Castle in the Air〉、〈愿与愁〉以及多首历年歌曲，这是林俊杰在疫情后首次参演的内地演出活动。7月9日，林俊杰出席《第4届腾讯音乐娱乐盛典》，擔任壓軸表演嘉宾一連帶來〈愿与愁〉、〈孤独娱乐〉、〈逆光白〉等9首歌曲。7月16日，林俊杰参与录制的湖南卫视和芒果TV主办的晚会《不设限毕业礼》播出，现场演唱了〈愿与愁〉、〈小酒窝〉、〈裹着心的光〉。9月26日，林俊杰出席《2023微博音乐盛典》，获颁影响力音乐人荣誉，并演唱歌曲〈孤独娱乐〉。11月18日，林俊杰参与录制的湖南卫视综艺节目《你好星期六》播出，在节目中进行了新专辑的宣传并演唱歌曲〈一时的选择〉。
专辑发行后，林俊杰还包下一辆台北淡水信義線的捷运列车进行宣传，整台车体绘有新专辑的封面图，车内也有许多新专辑宣传照，让粉丝可以上车互动拍照。 2023年5月16日，林俊杰也现身在台北捷运彩绘列车上与自己的宣传照合影，热情地回应车上粉丝们的热情。

## 首唱会
《重拾_快樂》首唱會于2023年5月17日在台北表演艺术中心举行，现场仅邀请媒体和乐评人参加，除了演唱新专辑曲目外，还特别在节目中穿插了历年的经典歌曲。演出以等比演唱會的高規格制作，下重本打造視覺投影、完整编制乐队並插入AI作畫、環境效果等创新元素。2023年6月23日，首唱会通过bilibili全球播出。

### 演出曲目
1. 願與愁
2. 那些你很冒險的夢 (JJ20版)
3. 孤獨娛樂
4. 夢不凌亂
5. 新地球 + 子彈列車 + Wonderland + While I Can
6. 自畫像
7. 修煉愛情
8. 如果我還剩一件事情可以做
9. 小酒窩
10. 黑色泡沫
11. 你都在
12. 一時的選擇
13. 謝幕 (MV)

## 曲目
| 《重拾_快樂 Happily, Painfully After》New Chapter | 《重拾_快樂 Happily, Painfully After》New Chapter | 《重拾_快樂 Happily, Painfully After》New Chapter | 《重拾_快樂 Happily, Painfully After》New Chapter | 《重拾_快樂 Happily, Painfully After》New Chapter | 《重拾_快樂 Happily, Painfully After》New Chapter |
| 曲序                                              | 曲目                                              |                                                   | 编曲                                              | 备注                                              | 时长                                              |
| ------------------------------------------------- | ------------------------------------------------- | ------------------------------------------------- | ------------------------------------------------- | ------------------------------------------------- | ------------------------------------------------- |
| 1.                                                | 願與愁（Dust and Ashes）                          | 小寒                                              | 林俊傑 / 吳慶隆                                   | 首波主打歌                                        | 3:51                                              |
| 2.                                                | 逆光白（Liv' a Little）                           | 易家揚                                            | Tat Tong                                          |                                                   | 3:24                                              |
| 3.                                                | 孤獨娛樂（Happily, Painfully After）              | 易家揚                                            | 吳慶隆                                            | 第二波主打歌                                      | 3:59                                              |
| 4.                                                | 夢不凌亂（Braindance）                            | 方文山                                            | Troy Laureta                                      |                                                   | 3:50                                              |
| 5.                                                | 自畫像（Self Portrait）                           | 林怡鳳                                            | Martin Tang                                       | 第六波主打歌                                      | 3:46                                              |
| 6.                                                | 謝幕（Hero）                                      | 林怡鳳 / 林秋離                                   | 黃冠龍 / 林俊傑                                   | 獻給已逝恩师林秋離之作品                          | 4:03                                              |
| 7.                                                | 如果我還剩一件事情可以做（One Last Thing）        | 小寒                                              | 賴暐哲                                            | 第四波主打歌 新加坡电视剧《金色大道》插曲         | 4:09                                              |
| 8.                                                | 黑色泡沫（Bloom）                                 | 周信廷 / 楊彤                                     | 黃冠龍                                            |                                                   | 3:53                                              |
| 9.                                                | 你都在（Satisfaction）                            | 林怡鳳 / Rude Cat                                 | Rude Cat                                          | 《In the Joy》中文版                              | 3:17                                              |
| 10.                                               | 一時的選擇（A Moment in Time）                    | 蔡宥綺                                            | Martin Tang                                       | 第五波主打歌 新加坡电视剧《金色大道》主题曲       | 3:57                                              |
| 11.                                               | Castle in the Air                                 | 林俊傑                                            | 林俊傑 / 吳慶隆                                   | 第三波主打歌 《願與愁》英文版                     | 3:51                                              |
| 12.                                               | 7千3百多天（JJ20）                                | 方文山                                            | Tat Tong / 林俊傑                                 | 《JJ20世界巡迴演唱會》主题曲                      | 3:43                                              |
| 总时长：                                          | 总时长：                                          | 总时长：                                          | 总时长：                                          | 总时长：                                          | 45:49                                             |

| 《重拾_快樂 Happily, Painfully After》Moments Chapter（仅实体版收录） | 《重拾_快樂 Happily, Painfully After》Moments Chapter（仅实体版收录） | 《重拾_快樂 Happily, Painfully After》Moments Chapter（仅实体版收录） | 《重拾_快樂 Happily, Painfully After》Moments Chapter（仅实体版收录） | 《重拾_快樂 Happily, Painfully After》Moments Chapter（仅实体版收录） | 《重拾_快樂 Happily, Painfully After》Moments Chapter（仅实体版收录） | 《重拾_快樂 Happily, Painfully After》Moments Chapter（仅实体版收录） | 《重拾_快樂 Happily, Painfully After》Moments Chapter（仅实体版收录） |
| 曲序                                                                  | 曲目                                                                  |                                                                       | 作曲                                                                  | 编曲                                                                  | 製作人                                                                | 备注                                                                  | 时长                                                                  |
| --------------------------------------------------------------------- | --------------------------------------------------------------------- | --------------------------------------------------------------------- | --------------------------------------------------------------------- | --------------------------------------------------------------------- | --------------------------------------------------------------------- | --------------------------------------------------------------------- | --------------------------------------------------------------------- |
| 1.                                                                    | 裹著心的光（Light Of Sanctuary）                                      | 易家扬                                                                | 林俊傑                                                                | 吳慶隆                                                                | 林俊傑                                                                | 《圣所FINALE》终点站线上演唱会主题曲                                  | 4:33                                                                  |
| 2.                                                                    | 無拘（Unchained）                                                     | 張懷秋                                                                | 林俊傑                                                                | 林俊傑 / 黃冠龍                                                       | 林俊傑                                                                | 永劫无间周年主题曲                                                    | 4:25                                                                  |
| 3.                                                                    | 那些你很冒險的夢 (JJ20版)（Those Were The Days (JJ20 Edition)）       | 王雅君                                                                | 林俊傑                                                                | 赖暐哲                                                                | 林俊傑                                                                |                                                                       | 4:47                                                                  |
| 4.                                                                    | 一定會（We Will）                                                     | 小寒                                                                  | 林俊傑                                                                | Troy Laureta                                                          | 林俊傑                                                                |                                                                       | 3:27                                                                  |
| 5.                                                                    | 過（Should've Let Go）                                                | 林怡鳳                                                                | 林俊傑 / 王嘉爾                                                       | Boytoy / 林俊傑 / 王嘉爾                                              | 林俊傑 / 王嘉爾 / Boytoy                                              | Feat：王嘉爾                                                          | 3:23                                                                  |
| 6.                                                                    | Hello                                                                 | 奶六                                                                  | 林俊傑 / 蕭敬騰                                                       | 黃冠龍 / 阿火                                                         | 蕭敬騰 / 林俊傑                                                       | Feat：蕭敬騰                                                          | 4:37                                                                  |
| 7.                                                                    | At Least I Had You                                                    | Josh Wei / Joel Tan / 林俊傑 / Myra Choo                              | 林俊傑 / Joel Tan / Josh Wei / Myra Choo                              |                                                                       |                                                                       | Feat：Gentle Bones                                                    | 3:23                                                                  |
| 8.                                                                    | After The Rain                                                        | 林俊傑                                                                | 林俊傑                                                                | Troy Laureta                                                          | 林俊傑                                                                | 《一定會》英文版                                                      | 3:27                                                                  |

## 音樂錄影帶
| 曲序 | 歌名                     | 執導   | 首播日期       | 附註                     |
| ---- | ------------------------ | ------ | -------------- | ------------------------ |
| 1    | 願與愁                   | 黃中平 | 2023年4月14日  | 陸夏、林奕嵐、徐碩廷演出 |
| 3    | 孤獨娛樂                 | 陳映蓉 | 2023年4月20日  | 李程彬、劉宇菁演出       |
| 5    | 自畫像                   | 黃中平 | 2023年11月26日 | 韓寧、葉子綺演出         |
| 6    | 謝幕                     | 邱柏昶 | 2023年3月25日  | Live版                   |
| 6    | 謝幕                     | 邱柏昶 | 2023年4月5日   |                          |
| 7    | 如果我還剩一件事情可以做 | 黃婕妤 | 2023年6月15日  | 蔡凡熙、王真琳演出       |
| 10   | 一時的選擇               | 黃中平 | 2023年10月18日 | 王淨演出                 |
| 11   | Castle in The Air        | 黃中平 | 2023年6月6日   |                          |
| 12   | 7千3百多天               |        | 2023年3月9日   |                          |

## 奖项
| 年份 | 單位                 | 獎項               | 入圍者／作品          | 結果 | 來源          |
| ---- | -------------------- | ------------------ | --------------------- | ---- | ------------- |
| 2023 | YES 933 潮流音乐盛典 | SPOP 最佳本地作词  | 小寒／〈愿与愁〉      | 獲獎 | [ 39 ]        |
| 2023 | 亚洲流行音乐大奖     | 年度歌曲（华语）   | 〈愿与愁〉            | 獲獎 | [ 40 ]        |
| 2023 | 亚洲流行音乐大奖     | 年度20专辑（华语） | 《重拾_快乐》         | 獲獎 | [ 40 ]        |
| 2023 | 亚洲流行音乐大奖     | 年度20金曲（华语） | 〈愿与愁〉            | 獲獎 | [ 40 ]        |
| 2023 | 亚洲流行音乐大奖     | 大众选择奖（华语） | 《重拾_快乐》         | 獲獎 | [ 40 ]        |
| 2024 | QQ音乐巅峰盛典       | 年度巅峰港台专辑   | 《重拾_快乐》         | 獲獎 | [ 41 ]        |
| 2024 | QQ音乐巅峰盛典       | 年度巅峰数字专辑   | 《重拾_快乐》         | 獲獎 | [ 41 ]        |
| 2024 | 第9届薰衣草音乐奖    | 年度专辑           | 《重拾_快乐》         | 提名 | [ 42 ] [ 43 ] |
| 2024 | 第9届薰衣草音乐奖    | 年度歌曲           | 〈愿与愁〉            | 獲獎 | [ 42 ] [ 43 ] |
| 2024 | 第9届薰衣草音乐奖    | 最佳作曲人奖       | 林俊杰／〈愿与愁〉    | 提名 | [ 42 ] [ 43 ] |
| 2024 | 第9届薰衣草音乐奖    | 最佳男歌手奖       | 林俊杰／《重拾_快乐》 | 獲獎 | [ 42 ] [ 43 ] |
| 2024 | 第9届薰衣草音乐奖    | 最佳新加坡歌手奖   | 林俊杰／《重拾_快乐》 | 提名 | [ 42 ] [ 43 ] |
| 2024 | 第二届浪潮音乐大赏   | 年度专辑           | 《重拾_快乐》         | 提名 | [ 44 ] [ 45 ] |
| 2024 | 第二届浪潮音乐大赏   | 年度歌曲           | 〈愿与愁〉            | 提名 | [ 44 ] [ 45 ] |
| 2024 | 第二届浪潮音乐大赏   | 最佳男歌手         | 林俊杰／《重拾_快乐》 | 獲獎 | [ 44 ] [ 45 ] |
| 2024 | 第二届浪潮音乐大赏   | 最佳作曲           | 林俊杰／〈愿与愁〉    | 獲獎 | [ 44 ] [ 45 ] |
| 2024 | 第二届浪潮音乐大赏   | 最佳作词           | 小寒／〈愿与愁〉      | 提名 | [ 44 ] [ 45 ] |
| 2024 | 第二届浪潮音乐大赏   | 最佳流行歌曲       | 〈愿与愁〉            | 提名 | [ 44 ] [ 45 ] |
| 2024 | 第二届浪潮音乐大赏   | 最佳录音工程专辑   | 《重拾_快乐》         | 提名 | [ 44 ] [ 45 ] |
| 2024 | 第二届浪潮音乐大赏   | 最佳音乐录影带     | 〈愿与愁〉            | 提名 | [ 44 ] [ 45 ] |
| 2024 | 第35屆金曲獎         | 最佳华语男歌手奖   | 林俊杰／《重拾_快乐》 | 提名 | [ 46 ]        |
| 2024 | 第35屆金曲獎         | 最佳作曲人奖       | 林俊杰／〈愿与愁〉    | 提名 | [ 46 ]        |
| 2024 | 腾讯音乐娱乐盛典     | 年度数字专辑       | 《重拾_快乐》         | 獲獎 | [ 47 ]        |

## 榜单
| 榜單 (2023)          | 最高排名 |
| -------------------- | -------- |
| 台湾（五大唱片）     | 1        |
| 台湾（佳佳唱片）     | 1        |
| 台湾（博客來）       | 7        |
| 香港（香港唱片商会） | 2        |

| 榜單 (2023)      | 最高排名 |
| ---------------- | -------- |
| 台湾（五大唱片） | 1        |
| 台湾（佳佳唱片） | 15       |

## 人员
- 黃冠龍－製作協力
- 周信廷－製作協力
- 蔡宥綺－製作協力
- 蔡凱昇－製作協力

曲目1
- 林俊傑－和聲編寫、和聲、後期母帶處理製作人
- 許環良－配唱製作、和聲編寫、錄音師
- 黃冠龍－吉他
- 宋立偉－製作協力
- 李琪弦樂團－弦樂
- THE JFJ SINGULARITY－錄音室
- mixHaus －混音室
- Richard Furch（英语：Richard Furch） －混音師
- Bernie Grundman Mastering －後期母帶處理錄音室
- Mike Bozzi（英语：Mike Bozzi） －後期母帶處理錄音師

曲目2
- 林俊杰－配唱制作、和声编写、和声、录音师、后期母带处理制作人
- 黄冠龙－吉他
- THE JFJ SINGULARITY－录音室
- mixHaus －混音室
- Richard Furch－混音師
- Bernie Grundman Mastering －後期母帶處理錄音室
- Mike Bozzi－後期母帶處理錄音師

曲目3
- 林俊傑－和聲編寫、後期母帶處理製作人
- 馬毓芬－配唱製作
- 周信廷－錄音師
- 李琪弦樂團－弦樂
- Grecco Buratto－吉他
- 甯子達－低音吉他
- Brendan Buckley－鼓
- 洪俊揚－和聲
- Gold Diggers Sound－錄音室
- 錄堡工作室－混音室
- 林正忠－混音師
- Bernie Grundman Mastering－後期母帶處理錄音室
- Mike Bozzi－後期母帶處理錄音師

曲目4
- 林俊杰－配唱制作、和声编写、和声、录音师、后期母带处理制作人
- Troy Laureta－电钢琴、轨道编程
- 李琪弦樂團－弦樂
- Kaspar Jalily－吉他
- THE JFJ SINGULARITY－录音室
- mixHaus －混音室
- Richard Furch－混音師
- Bernie Grundman Mastering －後期母帶處理錄音室
- Mike Bozzi－後期母帶處理錄音師

曲目5
- 林俊杰－配唱制作、和声编写、和声、后期母带处理制作人
- 周信廷－录音师
- Martin Tang－吉他、低音吉他
- Manhattan Beach Recording－录音室
- mixHaus －混音室
- Richard Furch－混音師
- Bernie Grundman Mastering －後期母帶處理錄音室
- Mike Bozzi－後期母帶處理錄音師

曲目6
- 林俊傑－配唱製作、鋼琴、和聲編寫、和聲、錄音師、後期母帶處理製作人
- 黃冠龍－吉他
- ROOM 2653 Mohegan Sun（英语：Mohegan Sun）－錄音室
- ROOM 842 Fairmont Olympic Hotel（英语：Fairmont Olympic Hotel）－錄音室
- Gold Diggers Sound－錄音室
- mixHaus －混音室
- Richard Furch－混音師
- Bernie Grundman Mastering －後期母帶處理錄音室
- Mike Bozzi－後期母帶處理錄音師

曲目7
- 林俊杰－后期母带处理制作人
- 马毓芬－配唱製作
- 周信廷－录音师
- 张暐姗－弦乐
- 张暐伃－弦乐
- 馬萱－弦乐
- Judy Kang－弦乐
- East West Studios－录音室
- 錄堡工作室－混音室
- 林正忠－混音師
- Bernie Grundman Mastering －後期母帶處理錄音室
- Mike Bozzi－後期母帶處理錄音師

曲目8
- 林俊傑－配唱製作、和声编写、和声、录音师、后期母带处理制作人
- 黃冠龍－吉他
- JFJ SERENADE－录音室
- mixHaus －混音室
- Richard Furch－混音師
- Bernie Grundman Mastering －後期母帶處理錄音室
- Mike Bozzi－後期母帶處理錄音師

曲目9
- 林俊傑－配唱製作、和声编写、和声、录音师
- Stones Throw Records－录音室
- ROOM 2804 Fairmont Ambassador－录音室
- Aaron Mattes Studio－混音室
- Aaron Mattes－混音师
- Tiernan Cranny－后期母带处理制作人、后期母带处理录音师

曲目10
- 林俊杰－和声编写、和声、后期母带处理制作人
- 许环良－配唱製作、和声编写、录音师、混音师
- 宋立偉－製作協力
- Martin Tang－吉他、低音吉他
- 李琪弦乐团－弦乐
- THE JFJ SINGULARITY－录音室
- 奇大录音室－混音室
- Bernie Grundman Mastering －後期母帶處理錄音室
- Mike Bozzi－後期母帶處理錄音師

曲目11
- 林俊傑－配唱製作、和声编写、和声、录音师、后期母带处理制作人
- 黃冠龍－吉他
- 李琪弦乐团－弦乐
- THE JFJ SINGULARITY－录音室
- mixHaus －混音室
- Richard Furch－混音師
- Bernie Grundman Mastering －後期母帶處理錄音室
- Mike Bozzi－後期母帶處理錄音師

曲目12
- 林俊傑－配唱製作、和聲編寫、和聲、錄音師、後期母帶處理製作人
- 黃冠龍－吉他、錄音師
- THE JFJ BLUE ROOM－錄音室
- mixHaus －混音室
- Richard Furch －混音師
- Bernie Grundman Mastering－後期母帶處理錄音室
- Mike Bozzi－後期母帶處理錄音師

## 發行歷史
| 地区     | 專輯名稱                        | 日期          | 格式              | 厂牌                  | 编号     | 来源   |
| -------- | ------------------------------- | ------------- | ----------------- | --------------------- | -------- | ------ |
| 全球     | 重拾_快樂                       | 2023年4月21日 | 數位下載 串流媒體 | 就是俊傑音樂          | 不適用   | [ 13 ] |
| 台灣     | 重拾_快樂《特典雙CD》           | 2023年9月7日  | 2CD               | 五大唱片 就是俊杰音乐 | FM806008 | [ 14 ] |
| 台灣     | 重拾_快樂《當代藝術限量雙黑膠》 | 2023年9月15日 | 2LP               | 五大唱片 就是俊杰音乐 | FM906008 | [ 16 ] |
| 中国大陆 | 重拾_快樂《特典双CD》           | 2024年4月30日 | 2CD               | 经典五大（北京）      | 5MCD2210 |        |

## 備註
1. ↑  截止2023年10月19日

## 外部鏈接
- YouTube上的重拾_快乐播放列表
- bilibili上的重拾_快乐首唱会